# Raffaello Gestro
Raffaello Gestro (Genua, 21 maart 1845 - Genua, 6 juni 1936) was een Italiaans entomoloog.
Gestro was een bevlogen natuuronderzoeker, als entomoloog was hij vooral gespecialiseerd in de kevers (coleoptera). Hij maakte diverse reizen om insecten te verzamelen. Zijn belangrijkste reis was een wetenschappelijke expeditie naar het Middellandse Zeegebied en Tunesië, in 1877, aan boord van het jacht de Violante, onder bevel van kapitein D'Albertis. Op deze reis werd hij vergezeld door de markies Doria en professor Issel. Later werd hij directeur van het Museo di storia naturale Giacomo Doria in Genua van 1913 tot 1934. Zijn insectencollectie is hier sinds zijn dood ook gehuisvest. Hij was tevens lid en voorzitter van de Italiaanse Entomologische Vereniging en beschreef vele keversoorten, nieuw voor de wetenschap.

## Enkele werken
Gepubliceerd in Annali del Museo civico di storia naturale di Genova:
- 1874, 1876. Enumerazione dei Cetonidi raccolti nell´ Archipelago Malese e nella Papuasia dai signori G. Doria, O. Beccari e L. M. d´Albertis e A. A. Bruyn
- 1876. Met Luigi d'Albertis, Una nuove specie di "Eupholus", in Annali del Museo civico di storia naturale di Genova, 8: pp. 387–389, 15 août 1876.
- 1878. Contribuzione allo studio dei Cetonidi della regione Austro-Malese.
- 1881. Spedizione italiana nell' Africa Equatoriale (1880-1884).
- 1888. Viaggio di Leonardo Fea in Birmania e regioni vicine, IV. Nuove specie di Coleotteri.
- 1889. Viaggio ad Assab nel Mar Rosso dei signori G. Doria ed O. Beccari con il R. avviso “Esploratore” dal 16 novembre 1879 al 26 febbraio 1880.
- 1890. Sopra alcune Cetonie dell´isola Nias e della costa occidentale di Sumatra raccolte dal Dott. Elio Modigliani.
- 1891. Viaggio di Leonardo Fea in Birmania e regioni vicine, XXXVII. Enumerazione delle Cetonie.
- 1893. Viaggio di Lamberto Loria della Papuasia orientale, X, Nuove specie di Coleotteri.
- 1895. Esplorazione del Giuba, XVI. Coleotteri.
- 1895. Esplorazione del Giuba e dei suoi affluenti compiuta dal cap. V. Bottego (1892-93), Coleotteri, XVI, Fam. Buprestidae.

- Bibliothèque nationale de France: cb12438255h (data)
- Author citation (botany): Gestro
- Gemeinsame Normdatei: 117543683
- International Standard Name Identifier: 0000 0000 8165 1323
- Nationale bibliotheek van Australië: 35500434
- Nederlandse Thesaurus van Auteursnamen: 255737092
- Réseau des bibliothèques de Suisse occidentale: 02-A012798792
- Système universitaire de documentation: 188168168
- Trove: 975740
- Virtual International Authority File: 92593047
- WorldCat: E39PBJkdgp39mGrqBWYkXfdmh3